# دوغلاس كاردينال
دوغلاس كاردينال هو مهندس معماري كندي، ولد في 7 مارس 1934 في كالغاري في كندا.